# Casa del Carpio
La casa del Carpio es una casa nobiliaria española originaria de la Corona de Castilla, formada sobre una rama de la casa de Sotomayor, unida posteriormente a otra de la casa de Haro. Su nombre proviene del marquesado del Carpio, otorgado en 1559. Sus señoríos jurisdiccionales estaban en el reino de Córdoba y en el reino de Granada (Lobrín y Sorbes). 
Entre los títulos de la casa estaban el propio marquesado del Carpio, el condado de Morente y el ducado de Montoro. Los marqueses del Carpio, titulares de esta casa, ostentaron el cargo de Caballerizos Mayores de Córdoba, y bajo su responsabilidad se creó el caballo andaluz. 
En el siglo XVII la casa de Olivares se incorporó a la casa del Carpio, que posteriormente incorporó a la casa de Alba, donde permanece. Esto se produjo cuando Catalina de Haro y Guzmán se casó con Francisco Álvarez de Toledo, X duque de Alba en 1690.